# Pink Friday 2 World Tour
Pink Friday 2 World Tour (también conocido como Gag City Tour) es la cuarta gira en solitario y la quinta en general de la rapera trinitense Nicki Minaj, en apoyo de su quinto álbum de estudio Pink Friday 2 (2023). Con 79 shows en tres continentes, es la gira más extensa de la carrera de Minaj. Comenzó el 1 de marzo de 2024 en Oakland, California, y finalizará el 11 de octubre de 2024 en Elmont, Nueva York. Es su primera gira de conciertos en más de cinco años, después de The Nicki Wrld Tour (2019). Además, es su primera gira en más de nueve años en Norteamérica, siendo la anterior The Pinkprint Tour (2015). Monica fue la telonera de la primera etapa norteamericana de la gira.
Con una recaudación de más de 81,7 millones de dólares en base a los primeros 45 shows, el Pink Friday 2 Tour es la gira de conciertos con mayor recaudación de todos los tiempos realizada por una rapera y de la carrera de Minaj, y la sexta gira con mayor recaudación de un rapero.

## Antecedentes
El 29 de junio de 2023, Nicki Minaj anunció su quinto álbum de estudio Pink Friday 2. En un principio, el lanzamiento del álbum estaba previsto para el 20 de octubre de 2023, pero finalmente se retrasó al 17 de noviembre.  En su anuncio, Minaj reveló que una gira de conciertos en apoyo del álbum comenzaría "alrededor del primer trimestre de 2024". Durante una transmisión en vivo de Instagram el 11 de octubre, declaró que el "enfoque" y la "sensación" de la gira serían "muy diferentes". Dijo: "Esta será una gira muy diferente, incluso si has estado en todas las giras de Nicki Minaj que han existido".
A finales de octubre, anunció que el lanzamiento del álbum se retrasaba finalmente hasta el 8 de diciembre de 2023; y que los detalles de la gira se revelarían el 17 de noviembre, la fecha de lanzamiento del álbum iterada anteriormente. 
El 17 de noviembre de 2023, Minaj anunció la gira Pink Friday 2 Tour y publicó una lista de 40 ciudades de Estados Unidos, Canadá y Europa que la gira visitaría en 2024. Se puso a disposición de los fans una página web en su sitio web y en Laylo, una plataforma online de participación de fans, para que se apuntaran a la preventa de entradas.  La página web de Minaj se colgó durante un breve periodo de tiempo, minutos después de su anuncio. Declaró que "unos [treinta mil] [usuarios]" estaban en la cola virtual de la página de inscripción. Alec Ellin, CEO de Laylo, reveló a través de sus redes sociales que "impulsó la mayor cantidad de tráfico del sitio que hemos visto nunca a la vez" y "cientos de miles de fans" se inscribieron en la primera hora del anuncio.  El rapero reveló que las fechas, los lugares y la venta de entradas para la gira se anunciarían en diciembre.
El 7 de diciembre, Minaj anunció las fechas de la gira europea a través de su cuenta de X, comenzando en mayo de 2024 en Manchester y terminando en junio en Berlín. La preventa para las fechas europeas comenzó exclusivamente para los fans que se inscribieron, el 8 de diciembre de 2023. Las entradas se pusieron a la venta al público general el 15 de diciembre de 2023.
El 11 de diciembre de 2023, Minaj anunció las fechas de Estados Unidos y Canadá. La etapa norteamericana incluye sus actuaciones como cabeza de cartel en los festivales Rolling Loud California y Dreamville Festival en marzo y abril de 2024. Los titulares de tarjetas Citi tuvieron acceso a la preventa el 12 de diciembre, seguida de una preventa de Live Nation que tuvo lugar el 14 de diciembre. 
El 14 de diciembre se añadieron segundas fechas en Boston, Chicago, Ámsterdam y Manchester debido a la gran demanda. La venta al público de la gira norteamericana comenzó el 15 de diciembre a través de la página web de Minaj y Ticketmaster.
En febrero se anunció una fecha en Dublín. Las entradas para el espectáculo se pusieron a la venta a través de la página web de Minaj, el 1 de marzo de 2024.
El 8 de febrero de 2024, Monica anunció en The Jennifer Hudson Show que actuaría como telonera en el tramo norteamericano de la gira.
El 24 de mayo Minaj anunció una segunda etapa en Estados Unidos, que incluye 22 fechas adicionales en el país. El 25 de mayo sería detenida en Ámsterdam por posesión de marihuana cuando estaba a punto de embarcar en un avión para un concierto en Manchester. El arresto en Ámsterdam y la breve detención provocaron el aplazamiento del concierto de la gira en el estadio Co-op Live de Manchester.
El 16 de agosto, Minaj anunció a los raperos Tyga, Bia y Skillibeng como los artistas invitados para la segunda etapa estadounidense de la gira, subtitulada "Gag City Reloaded". Ella reveló que se incluiría una lista de canciones actualizada y un nuevo vestuario. Minaj reveló además que debutaría con música de la próxima versión deluxe de Pink Friday 2, también subtitulada Gag City Reloaded, durante la gira.

## Lista de Canciones
Esta lista es representativa del show del 1 de marzo de 2024 en Oakland, Estados Unidos. Puede no ser representativa de todos los shows de la gira.
ACTO I
1. "I'm the Best"
2. "Barbie Dangerous"
3. "FTCU"
4. "Beep Beep"
5. "Hard White"
6. "Press Play"
7. "Win Again"
8. "We Go Up"
9. "Big Difference" / "Beez in the Trap"

ACTO II
1. "Pink Birthday"
2. "Feeling Myself"
3. "Favorite"
4. "Cowgirl"
5. "RNB"
6. "High School"
7. "Needle" / "Ganja Burn"

ACTO III
1. "Bahm Bahm" / "Chun-Li"
2. "Red Ruby da Sleeze"
3. "Forward from Trini"
4. "Black Barbies"
5. "Barbie World"
6. "Roman's Revenge"
7. "Monster"
8. "Are You Gone Already" (Interlude)

ACTO IV
1. "Fallin 4 U"
2. "Right Thru Me"
3. "Save Me"
4. "Here I Am"
5. "Let Me Calm Down"
6. "Nicki Hendrix"

ACTO V - Monica Set
1. "U Should've Known Better"
2. "So Gone"
3. "Before You Walk Out of My Life"
4. "Angel of Mine"
5. "Why I Love You So Much"
6. "Don't Take It Personal (Just One of Dem Days)"

ACTO VI
1. "Super Freaky Girl"
2. "Anaconda"
3. "Pink Friday Girls"
4. "Super Bass"
5. "The Night Is Still Young" (Interlude)
6. "Moment 4 Life"
7. "Starships"

Encore
1. "Everybody"

### Europa
Esta lista de canciones representa las canciones interpretadas en el show de Amsterdam, el 23 de mayo de 2024. no significa que sea el setlist oficial de Europa. 
1. "I'm the Best"
2. "Barbie Dangerous"
3. "FTCU"
4. "Beep Beep"
5. "Press Play"
6. "Big Difference"
7. "Beez in the Trap"
8. "Pink Birthday"
9. "Feeling Myself"
10. "Cowgirl"
11. "High School"
12. "Needle"
13. "Ganja Burn" (Interlude)
14. "Chun-Li" (contains elements of "Bahm Bahm" and "Darling Nikki")
15. "Red Ruby Da Sleeze" (contains elements of "Freaks")
16. "Forward From Trini" / "Black Barbies" (Dancers Interlude)
17. "Barbie World"
18. "Roman's Revenge"
19. "Monster"
20. "Last Time I Saw You" (Interlude)
21. "Super Freaky Girl"
22. "Anaconda"
23. "Bang Bang"
24. "Your Love"
25. "Turn Me On"
26. "Pink Friday Girls"
27. "Super Bass"
28. "Moment 4 Life"
29. "Pound the Alarm"
30. "Starships"

## Recepción de la crítica
En la crítica de la noche de apertura de la gira en Oakland, California, Gabe Meline escribió que «Nicki ha resucitado a sí misma», elogiando la actuación de la rapera después de un período de controversia en el período previo a la gira. La crítica destacaba la inclusión en la lista de canciones tanto de «grandes éxitos como de cortes profundos» y la exhibición por parte de Minaj de las distintas facetas de su personalidad, incluida la «Nicki inspiradora» y la «sexo-positiva Nicki». Nicki". Shawn Grant de The Source destacó que «Minaj hipnotizó a más de 25.000 fans en el Oakland Arena de Oakland, estableciendo un nuevo récord como la segunda noche más taquillera de un artista de hip-hop. «.
Melissa Ruggieri de USA Today reseñó la parada de su gira el lunes en el Capital One Arena de Washington D.C., escribió «Nicki Minaj ofrece un espectáculo respaldado por su habilidad en la mayor gira de su carrera», y afirmó que «la gira Pink Friday 2 ofrece a los fans de todo: éxitos, cortes profundos, actitud y mucho rosa» y que «Aún así, Minaj es la Reina del Rap por una razón.»
Reggie Mathalone, del Houston Press, afirmó que el «valor de producción prometió menos y cumplió con creces», siendo el escenario un espectáculo a la altura de Minaj y su promesa de Gag City durante el concierto de Houston, Texas, el 9 de mayo. Mathalone describió que donde el álbum realmente cumple es «en el escenario en directo con la increíble actuación y el valor de producción» y que, a pesar de algunos contratiempos, «Pink Friday 2, y todos sus invitados especiales, merecen la pena»."
El periodista especializado en hip-hop Armon Sadler, de [Vibe (revista)|Vibe]]', hizo una crítica del concierto de Minaj en su ciudad natal, Nueva York, en el Madison Square Garden, afirmando que «[ella] ofreció a su público neoyorquino una noche inolvidable» y que para Minaj «no hay lugar como el hogar». Sadler añadió: «No había un solo ojo seco en el estadio cuando Minaj cantó “Save Me”. No se podía encontrar una sola persona callada cuando reclamó su destino en «Moment 4 Life», y más tarde concluyó que «[Nicki] tiene un innegable amor por sus fans y un don para montar un concierto fantástico». Emma Loffhagen de Evening Standard reseñó la parada de la gira de Minaj en Londres en The O2 Arena, compartiendo que cuando comenzó el espectáculo, «[Nicki] era la imagen de la profesionalidad segura». Loffhagen también afirmó que «a veces, la energía del espectáculo de casi dos horas y media de duración decaía ligeramente; algunos de los cortes más profundos y lentos parecían un poco deslucidos en su ejecución», e incluyó el hecho de que «la friolera de ocho cambios de vestuario (y peluca) para acomodar a los famosos alter egos de Minaj interrumpieron un poco el flujo». Sin embargo, Loffhagen concluyó que, en lo que respecta a Minaj, «la gira Pink Friday 2 ha demostrado que no necesita preocuparse por el cambio de corona». Sin duda, los Barbz londinenses quedaron suficientemente amordazados». Vanessa Quilantan de Dallas Observer reseñó el espectáculo de Dallas, Texas, durante la segunda etapa de la gira, afirmando que durante todo el espectáculo «el ambiente era alto, la emoción era palpable y el ambiente era cordial». Quilantan concluyó que a pesar del comienzo tardío «[Nicki] demostró sin lugar a dudas anoche en [American Airlines Center] que la cultura pop necesita absolutamente artistas como ella.»

## Fechas de la gira
| Fecha(2024)      | Ciudad           | País           | Lugar                          | Acto de Apertura | Asistencia      | Revenue      |
| Norteamérica     | Norteamérica     | Norteamérica   | Norteamérica                   | Norteamérica     | Norteamérica    | Norteamérica |
| ---------------- | ---------------- | -------------- | ------------------------------ | ---------------- | --------------- | ------------ |
| 1 de marzo       | Oakland          | Estados Unidos | Oakland Arena                  | Monica           | 13,907 / 13,907 | 2,340,673    |
| 3 de marzo       | Denver           | Estados Unidos | Ball Arena                     | Monica           | 12,731 / 12,731 | 1,971,813    |
| 8 de marzo       | Las Vegas        | Estados Unidos | T-Mobile Arena                 | Monica           | 14,644 / 14,644 | 2,078,871    |
| 10 de marzo      | Seattle          | Estados Unidos | Climate Pledge Arena           | Monica           | 14,344 / 14,344 | 2,078,906    |
| 13 de marzo      | Phoenix          | Estados Unidos | Footprint Center               | Monica           | 12,354 / 12,354 | 1,890,824    |
| 15 de marzo      | Inglewood        | Estados Unidos | Hollywood Park                 | Festival         |                 |              |
| 20 de marzo      | Atlanta          | Estados Unidos | State Farm Arena               | Monica           | 22,117 / 22,117 | 3,586,119    |
| 21 de marzo      | Atlanta          | Estados Unidos | State Farm Arena               | Monica           | 22,117 / 22,117 | 3,586,119    |
| 22 de marzo      | Orlando          | Estados Unidos | Amway Center                   | Monica           | 12,689 / 12,689 | 2,139,338    |
| 24 de marzo      | Nashville        | Estados Unidos | Bridgestone Arena              | Monica           | 10,295 / 10,295 | 1,255,627    |
| 26 de marzo      | Charlotte        | Estados Unidos | Spectrum Center                | Monica           | 14,704 / 14,704 | 2,278,267    |
| 28 de marzo      | Newark           | Estados Unidos | Prudential Center              | Monica           | 12,960 / 12,960 | 2,153,538    |
| 29 de marzo      | Philadelphia     | Estados Unidos | Wells Fargo Center             | Monica           | 14,173 / 14,173 | 2,337,474    |
| 30 de marzo      | New York City    | Estados Unidos | Madison Square Garden          | Monica           | 13,702 / 13,702 | 2,857,908    |
| 1 de abril       | Washington D. C. | Estados Unidos | Capital One Arena              | Monica           | 14,418 / 14,418 | 2,396,682    |
| 2 de abril       | Baltimore        | Estados Unidos | CFG Bank Arena                 | Monica           | 11,660 / 11,660 | 1,681,718    |
| 4 de abril       | Brooklyn         | Estados Unidos | Barclays Center                | Monica           | 13,977 / 13,977 | 2,219,596    |
| 5 de abril       | Hartford         | Estados Unidos | XL Center                      | Monica           | 11,527 / 11,527 | 1,630,643    |
| 7 de abril       | Raleigh          | Estados Unidos | Dorothea Dix Park              | Festival         | Festival        | Festival     |
| 8 de abril       | Boston           | Estados Unidos | TD Garden                      | Monica           | –               | —            |
| 10 de abril      | Boston           | Estados Unidos | TD Garden                      | Monica           | –               | —            |
| 12 de abril      | Columbus         | Estados Unidos | schottenstein center           | Monica           | —               | —            |
| 13 de abril      | Milwaukee        | Estados Unidos | Fiserv Forum                   | Monica           | —               | —            |
| 17 de abril      | Montreal         | Canadá         | Bell Centre                    | Monica           | —               | —            |
| 18 de abril      | Toronto          | Canadá         | Scotiabank Arena               | Monica           | –               | —            |
| 20 de abril      | Detroit          | Estados Unidos | Little Caesars Arena           | Monica           | —               | —            |
| 24 de abril      | Chicago          | Estados Unidos | United Center                  | Monica           | —               | —            |
| 25 de abril      | Chicago          | Estados Unidos | United Center                  | Monica           | —               | —            |
| 27 de abril      | Minneapolis      | Estados Unidos | Target Center                  | Monica           | —               | —            |
| 30 de abril      | Toronto          | Canadá         | Scotiabank Arena               | Monica           | –               | —            |
| 1 de mayo        | Brooklyn         | Estados Unidos | Barclays Center                | Monica           | –               | —            |
| 8 de mayo        | New Orleans      | Estados Unidos | Smoothie King Center           | Monica           | -               | —            |
| 9 de mayo        | Houston          | Estados Unidos | Toyota Center                  | Monica           | —               | —            |
| 11 de mayo       | Dallas           | Estados Unidos | American Airlines Center       | Monica           | —               | —            |
| 12 de mayo       | Austin           | Estados Unidos | Moody Center                   | Monica           | —               | —            |
| 13 de mayo       | Oklahoma City    | Estados Unidos | Paycom Center                  | Monica           | —               | —            |
| Europa y África  |                  |                |                                |                  |                 |              |
| 23 de mayo       | Amsterdam        | Países Bajos   | Ziggo Dome                     | TBA              | —               | —            |
| 26 de mayo       | Birmingham       | Reino Unido    | Resorts World Arena            | TBA              | —               |              |
| 28 de mayo       | Londres          | Reino Unido    | The O2 Arena                   | TBA              | —               | —            |
| 29 de mayo       | Glasgow          | Reino Unido    | OVO Hydro                      | TBA              | –               | —            |
| 30 de mayo       | Manchester       | Reino Unido    | Co-op Live                     | TBA              | —               | —            |
| 1 junio          | Paris            | Francia        | Accor Arena                    | TBA              | —               | —            |
| 2 de junio       | Amsterdam        | Países Bajos   | Ziggo Dome                     | TBA              | —               | —            |
| 3 de junio       | Manchester       | Reino Unido    | Co-op Live                     | TBA              | —               | —            |
| 5 de junio       | Colonia          | Alemania       | Lanxess Arena                  | TBA              | —               | —            |
| 6 de junio       | Colonia          | Alemania       | Lanxess Arena                  | TBA              | —               | —            |
| 7 de junio       | Berlin           | Alemania       | Mercedes-Benz Arena            | TBA              | —               | —            |
| 8 de junio       | Varsovia         | Polonia        | Sluzewiec Horse Racing Track   | Festival         | Festival        | Festival     |
| 9 de junio       | Paris            | Francia        | Accor Arena                    | TBA              | —               | —            |
| 11 de junio      | Copenhague       | Dinamarca      | Royal Arena                    | TBA              | –               | —            |
| 12 de junio      | Estocolmo        | Suecia         | Tele2 Arena                    | TBA              | –               | —            |
| 27 de junio      | Portimão         | Portugal       | Praia da Rocha                 | Festival         | Festival        | Festival     |
| 28 de junio      | Rabat            | Marruecos      | OLM Suissi                     | Festival         | Festival        | Festival     |
| 3 de julio       | Milan            | Italia         | Fiera Milano Rho               | TBA              | -               | -            |
| 5 de julio       | Vienna           | Austria        | Ebreichsdorf Near              | Festival         | Festival        | Festival     |
| 6 de julio       | Dublin           | Irlanda        | Castillo de Malahide           | TBA              | -               | —            |
| 7 de julio       | Bucharest        | Rumania        | Romaero Airport                | Festival         | Festival        | Festival     |
| 12 de julio      | Londres          | Inglaterra     | Finsbury Park                  | Festival         | Festival        | Festival     |
| 13 julio         | Frauenfeld       | Suiza          | Grosse Allmend                 | Festival         | Festival        | Festival     |
| 14 de julio      | Liège            | Bélgica        | Astrid Park                    | Festival         | Festival        | Festival     |
| Norteamérica     |                  |                |                                |                  |                 |              |
| 4 de septiembre  | Filadelfia       | Estados Unidos | Wells Fargo Center             | TBA              | —               | —            |
| 6 de septiembre  | Pittsburgh       | Estados Unidos | PPG Paints Arena               | TBA              | —               | —            |
| 7 de septiembre  | New York City    | Estados Unidos | Madison Square Garden          | TBA              | —               | —            |
| 9 de septiembre  | Washington, D.C. | Estados Unidos | Capital One Arena              | TBA              | —               | —            |
| 12 de septiembre | Buffalo          | Estados Unidos | KeyBank Center                 | TBA              | —               | —            |
| 13 de septiembre | Cleveland        | Estados Unidos | Rocket Mortgage FieldHouse     | TBA              | —               | —            |
| 15 de septiembre | Birmingham       | Estados Unidos | Legacy Arena                   | TBA              | —               | —            |
| 17 de septiembre | Dallas           | Estados Unidos | American Airlines Center       | TBA              | —               | —            |
| 18 de septiembre | San Antonio      | Estados Unidos | Frost Bank Center              | TBA              | —               | —            |
| 21 de septiembre | Los Angeles      | Estados Unidos | Crypto.com Arena               | TBA              | —               | —            |
| 22 de septiembre | Inglewood        | Estados Unidos | Kia Forum                      | TBA              | —               | —            |
| 23 de septiembre | San Francisco    | Estados Unidos | Chase Center                   | TBA              | —               | —            |
| 26 de septiembre | San Diego        | Estados Unidos | Viejas Arena                   | TBA              | —               | —            |
| 28 de septiembre | Paradise         | Estados Unidos | MGM Grand Garden Arena         | TBA              | —               | —            |
| 1 de octubre     | Kansas City      | Estados Unidos | T-Mobile Center                | TBA              | —               | —            |
| 2 de octubre     | St. Louis        | Estados Unidos | Enterprise Center              | TBA              | —               | —            |
| 4 de octubre     | Jacksonville     | Estados Unidos | VyStar Veterans Memorial Arena | TBA              | —               | —            |
| 5 de octubre     | Tampa            | Estados Unidos | Amalie Arena                   | TBA              | —               | —            |
| 6 de octubre     | Miami            | Estados Unidos | Kaseya Center                  | TBA              | —               | —            |
| 8 de octubre     | Raleigh          | Estados Unidos | PNC Arena                      | TBA              | —               | —            |
| 9 de octubre     | Columbia         | Estados Unidos | Colonial Life Arena            | TBA              | —               | —            |
| 11 de octubre    | Elmont           | Estados Unidos | UBS Arena                      | TBA              | —               | —            |
| Total            | Total            | Total          | Total                          | Total            | —               | —            |

### Fechas pospuestas
| Fecha              | Ciudad     | País       | Lugar      | Razón                                                              |
| ------------------ | ---------- | ---------- | ---------- | ------------------------------------------------------------------ |
| 25 de mayo de 2024 | Manchester | Inglaterra | Co-op Live | Arresto breve en Amsterdam por posesión de drogas caso desconocido |

### Conciertos cancelados
| Fecha              | Ciudad    | País         | Lugar         | Razón                |
| ------------------ | --------- | ------------ | ------------- | -------------------- |
| 2 de junio de 2024 | Amsterdam | Países Bajos | Ziggo Dome    | Razones desconocidas |
| 4 de junio de 2024 | Colonia   | Alemania     | Lanxess Arena | Razones desconocidas |